# Theater Romein
Theater Romein was van 1992 tot en met 2005 het vlakkevloertheater van Leeuwarden. Het theater huisvestte naast de grote zaal een bovenzaal, Het Vertelhuis/KPMG-foyer, de kunstgalerie Galerij Romein, en het theatercafé.
In 1991 kreeg de voormalige Westerkerk naar ontwerp van de stadsarchitect Hans Heijdeman de functie van theater. Theater Romein heette tot de officiële opening op vrijdag 21 februari 1992 nog Westerkerktheater.
Het eindfeest vond plaats op 23 juli 2005.

## Programma
Het programma werd gekenmerkt door kleinschaligheid, vernieuwende artiesten, lokale artiesten en kunstenaars.
Terugkerende eigen programma's waren theater- en concertseries (jazz, wereldmuziek, klassieke muziek, nieuwe muziek), theatercafémiddagen en De Nacht van Romein (feestprogramma's tijdens onder andere Koninginnenacht en oud-en-nieuw).
Vaste lokale bespelers van het podium waren:
- Het Stadstheater
- Theatersportvereniging De Noordsterren
- Verteltheater De Ster
- Vrienden van het Lied (liederenrecitals)
- Rixt van der Kooij (liederenrecitals)
- Popconcerten van de lokale organisaties Stichting Opzet en Stichting Ooievaar
- Literaire podia van Tresoar
- Kerstcircus van Circus Witova

Terugekerende exposanten waren:
- Kiwanis verkoopexpositie
- Open Atelier Route
- Grafisch Atelier Friesland
- Eindejaarsexpositie Academie Minerva

## Buitenfestivals
De organisatie van het theater organiseerde als Stichting Zomerpodium in de zomermaanden edities van het Fries Straatfestival, Sirkus Ljouwert en het klassieke-muziekfestival Túnlûden.

## Naderhand
Na de functie van theater stond het pand tijdelijk leeg en maakte creativiteitscentrum Parnas gebruik van de toneelzaal. Van 2006 tot en met 2015 kreeg het gebouw de functie van poppodium (Poppodium Romein, het latere poppodium Neushoorn) en daarna werd het tot 2021 een culturele broedplaats.